# Martin Karplus
Martin Karplus (Bécs, 1930. március 15. – 2024. december 28.) osztrák születésű amerikai elméleti kémikus. 

## Élete
Családja a zsidó származás miatt az Amerikai Egyesült Államokba menekült, amikor Ausztriát bekebelezte a Harmadik Birodalom. Nagyapja, Johann Paul Karplus elismert pszichiáter professzor volt a Bécsi Egyetemen. Testvére, Robert Karplus elméleti fizikus és tudomány népszerűsítő volt.
1950-ben szerezte meg a B.A. diplomáját a Harvard College-on. 1953-ban a California Institute of Technologyn szerezte meg a PhD fokozatát. Linus Paulinggal dolgozott együtt. Ezután a National Science Foundation ösztöndíjával az Oxfordi Egyetemre ment, mint posztdoktori kutató és Charles Coulsonnal dolgozott együtt. Tanított a University of Illinois-on és a Columbia Egyetemen mielőtt a Harvard Egyetemre ment 1967-ben.

## Munkássága
2013-ban megosztva Michael Levitt-tel és Arieh Warshellel neki ítélték a kémiai Nobel-díjat „a komplex kémiai rendszerek többszintű modelljének kifejlesztéséért”. Haláláig a Harvard Egyetem Theodore William Richards Professor of Chemistry posztját töltötte be mint professzor emeritus.